# IC 327
IC 327 ist eine Spiralgalaxie vom Hubble-Typ Sc im Sternbild Eridanus am Südsternhimmel. Sie ist schätzungsweise 414 Millionen Lichtjahre von der Milchstraße entfernt und hat einen Durchmesser von etwa 85.000 Lichtjahren. 

Im selben Himmelsareal befinden sich u. a. die Galaxien NGC 1354, IC 326, IC 328.
Das Objekt wurde am 12. Dezember 1892 vom französischen Astronomen Stéphane Javelle entdeckt.